# 최교식
최교식(1974년 1월 4일~)은 대한민국의 배우이다.

## 출연

### 방송

#### 드라마
- 2008년 MBC 《베토벤 바이러스》
- 2011년 MBC 《내 마음이 들리니》 - 공장 직원 역
- 2011년 SBS 《시티헌터》 - 우체부 역
- 2011년~2012년 SBS 《내 딸 꽃님이》 - 7년전 교통사고에 대해 모든걸 알고있는 남자 역
- 2012년 MBC 《해를 품은 달》 - 상인 역
- 2012년 KBS 2TV 《보통의 연애》 - 동네주민 역
- 2012년 tvN 《인현왕후의 남자》 - 병원 보안팀 직원 역
- 2012년 KBS2 《빅》 - 노숙자 역
- 2012년 KBS2 《KBS 드라마 스페셜 - 리메모리》 - 놀이공원 직원 역
- 2012년 MBC 《아랑사또전》 - 최 대감의 악행에 대해 얘기하려는 남자 역
- 2012년~2013년 SBS 《드라마의 제왕》 - 경찰 역
- 2013년 SBS 《너의 목소리가 들려》 - 국선변호사 면접실 장소를 알려주는 남자 역
- 2013년 MBC 《투윅스》 - CCTV 주인 역
- 2013년 tvN 《응답하라 1994》 - 햄버거 가게 손님 역
- 2014년 MBC 《왔다! 장보리》 - 택시기사 역
- 2014년 KBS2 《트로트의 연인》 - 시장 상인 역
- 2014년 KBS2 《조선 총잡이》 - 뱃사공 역
- 2014년 SBS 《내겐 너무 사랑스러운 그녀》 - 무속인 역
- 2014년 OCN 《나쁜 녀석들》 - 사채피해남성 역
- 2014년~2015년 MBC 《전설의 마녀》 - 방산시장 창업제품 가게 사장 역
- 2014년~2015년 SBS 《미녀의 탄생》 - 그림 그리는 남자 역
- 2015년 OCN 《실종느와르 M》 - 모텔 사장 역
- 2015년 KBS2 《너를 기억해》 - 택시기사 역
- 2015년 tvN 《오 나의 귀신님》 - 귀신 역
- 2015년 tvN 《응답하라 1988》 - 반상회에 참석한 동네 얼음집 사장 역
- 2016년 OCN 《뱀파이어 탐정》
- 2016년 MBC 《옥중화》
- 2016년 KBS 2TV 《백희가 돌아왔다》 - 택시 기사 역
- 2016년 SBS 《질투의 화신》 - 택시 기사 역
- 2016년 MBC 《불어라 미풍아》
- 2016년 MBC 《아버님 제가 모실게요》
- 2016년 MBC 《황금주머니》
- 2017년 MBC 《역적 : 백성을 훔친 도적》 - 동춘 역
- 2017년 MBC 《빙구》
- 2017년 MBC 《훈장 오순남》
- 2017년 KBS 2TV 《개인주의자 지영씨》 - 경비원 역
- 2017년 MBC 《도둑놈, 도둑님》
- 2017년 KBS 2TV 《쌈 마이웨이》 - 최애라 부 친구 역
- 2017년 tvN 《이번 생은 처음이라》 - 택시 기사 역
- 2017년 tvN 《변혁의 사랑》 - 택시 기사 역
- 2018년 JTBC 《탁구공》 - 홈리스 판매원 역
- 2019년 MBC 《봄이 오나 봄》
- 2019년 OCN 《보이스 3》 - 티나 전 남편 역
- 2019년 OCN 《왓쳐》 - 김영군 아파트 경비원 역
- 2019년 JTBC 《나의 나라》
- 2020년 SBS 《더 킹 : 영원의 군주》 - 금은방 주인 역
- 2020년 tvN 《비밀의 숲 2》 - 이 계장 역
- 2021년~2022년 MBC 《옷소매 붉은 끝동》 - 상인 역
- 2022년 tvN 《스물다섯 스물하나》- 동네 주민 역
- 2023년 JTBC 《힙(HIP)하게》 - 광어 양식장 주인 역

#### 시트콤
- 2009년 MBC 《지붕뚫고 하이킥!》

### 영화
- 2003년 《살인의 추억》 - 용의자 역
- 2004년 《태극기 휘날리며》 - 피난민 역
- 2004년 《효자동 이발사》 - 파출소 순경 역
- 2004년 《내 머리 속의 지우개》 - 구청 직원 역
- 2005년 《간 큰 가족》 - 동사무소 직원 남 역
- 2006년 《음란서생》 - 하인 역
- 2006년 《괴물》 - 형사 3 역
- 2006년 《사랑할 때 이야기하는 것들》 - 인숙 남편 역
- 2007년 《쏜다》 - 구청 직원 1 역
- 2007년 《이장과 군수》 - 지도부 2 역
- 2007년 《트럭》 - 가락동 판매상 역
- 2008년 《지금, 이대로가 좋아요》 - 트럭 기사 2 역
- 2008년 《이상한 나라의 바툼바》
- 2009년 《작전》 - 사우나 남자 역
- 2009년 《걸프렌즈》 - 쌀 가게 주인 역
- 2009년 《전우치》 - 양반 3 역
- 2009년 《계몽영화》 - 농민 역
- 2009년 《왕자들의 쉼터》
- 2010년 《방자전》 - 의원 역
- 2010년 《된장》 - 담당 간수 1 역
- 2010년 《김종욱 찾기》 - 취객 김종욱 역
- 2010년 《혈투》 - 아전 1 역
- 2010년 《민원인》
- 2011년 《사랑이 무서워》 - 경비 아저씨 2 역
- 2011년 《엄마는 창녀다》 - 휠체어 남자 역
- 2011년 《체포왕》 - 시상식 사회자 역
- 2011년 《오직 그대만》 - 부동산 남 역
- 2011년 《특수본》 - 지구대 소장 역
- 2012년 《나는 왕이로소이다》 - 한양 건달 역
- 2012년 《나의 PS 파트너》 - 노래방 취객 3 역
- 2013년 《사이코메트리》 - 형사 1 역
- 2013년 《노리개》 - 공 계장 역
- 2013년 《관상》 - 점쟁이 역
- 2014년 《제보자》 - 동물병원 수의사 역
- 2014년 《성난 화가》 - 조선족 남편 역
- 2014년 《어느 날 오후에》 - 한 팀장 역
- 2015년 《검사외전》 - 옥상 재소자 1 역
- 2016년 《곡성》 - 경찰 역
- 2016년 《누에치던 방》 - 아파트 경비원 역
- 2016년 《여고생》 - 택시 기사 역
- 2017년 《1987》 - 40대 남자 1 역
- 2017년 《죄 많은 소녀》 - 교무주임 역
- 2018년 《궁합》 - 저잣거리 사람 2 역
- 2018년 《물괴》 - 보부상 3 역
- 2019년 《사라진 시간》 - 교식 (마을 사람 1) 역
- 2020년 《럭키 몬스터》 - 복권방 손님 2 역
- 2025년 《소주전쟁》 - 공장장 역